# 대계도
대계도(大溪島)는 북한 평안북도 철산군에 있는 섬이다. 2010년 6월 30일 북한은 이 섬을 지나는 간석지 매립을 마쳤다.